# غواريكو
غواريكو (بالإنجليزية: Guárico)‏ هي ولاية في فنزويلا، تتبع فنزويلا، بلغ عدد سكانها 484٬582 نسمة، في 2005، عاصمتها سان خوان دي لوس موروس، تبلغ مساحتها 64٬986 كيلومتر مربع.

## الموقع
تشترك في الحدود مع:
- ولاية أبوري
- ولاية أراغوا
- ولاية ميرندا
- ولاية أنزواتغي
- كارابوبو
- ولاية باريناس
- كويديس
- ولاية بوليفار.

## أعلام
- إساياس رودريغيز
- خوان جيرمان روسكيو
- خوسيه رامون ميدينا
- توبي هرنانديز
- رينالدو أرماس